# Стелла (Вісконсин)
Стелла (англ. Stella) — місто (англ. town) в США, в окрузі Онейда штату Вісконсин. Населення — 569 осіб (2020).

## Демографія
Згідно з переписом 2010 року, у місті мешкало 650 осіб у 263 домогосподарствах у складі 201 родини. Було 385 помешкань
Расовий склад населення:
| - 97,1 % — білих - 0,6 % — корінних американців |

До двох чи більше рас належало 2,2 %. Частка іспаномовних становила 0,6 % від усіх жителів.
За віковим діапазоном населення розподілялося таким чином: 20,9 % — особи молодші 18 років, 61,9 % — особи у віці 18—64 років, 17,2 % — особи у віці 65 років та старші. Медіана віку мешканця становила 46,2 року. На 100 осіб жіночої статі у місті припадало 103,8 чоловіків;  на 100 жінок у віці від 18 років та старших — 103,2 чоловіків також старших 18 років.
Середній дохід на одне домашнє господарство  становив 70 350 доларів США (медіана — 69 531), а середній дохід на одну сім'ю — 73 860 доларів (медіана — 70 833). Медіана доходів становила 51 111 долар для чоловіків та 35 125 доларів для жінок. За межею бідності перебувало 3,8 % осіб, у тому числі 8,0 % дітей у віці до 18 років та 1,6 % осіб у віці 65 років та старших.
Цивільне працевлаштоване населення становило 325 осіб. Основні галузі зайнятості: освіта, охорона здоров'я та соціальна допомога — 24,3 %, виробництво — 16,9 %, роздрібна торгівля — 12,3 %, публічна адміністрація — 10,2 %.